# Коммерческая недвижимость
Коммерческая недвижимость — здания, сооружения или земельные участки, используемые для коммерческой деятельности с последующим извлечением постоянной прибыли или прироста капитала, дохода от аренды, инвестиционного дохода. 
Коммерческая недвижимость включает в себя офисные здания, объекты промышленности, гостиницы, магазины и торговые центры, сельскохозяйственные предприятия, склады и гаражи.
| Категория             | Примеры                                                                |
| --------------------- | ---------------------------------------------------------------------- |
| Свободного назначения | Отели, рестораны, кафе, спортивные сооружения                          |
| Розничная торговля    | Магазины, торговые центры                                              |
| Офисная               | Кабинеты, офисные здания                                               |
| Индустриальная        | Производственные здания, складские помещения, промышленные предприятия |
| Апартаменты           | Многоквартирные дома, аренда на сутки                                  |
| Социальная            | Медицинские центры, бассейны, гольф-клубы, Боулинг-Центры, аэропорты   |

Из представленных категорий только первые 4 (четыре) категории имеют непосредственное отношение к коммерческой недвижимости, последние скорее жилые и социально направленные объекты, использование которых в коммерческих целях может приносить прибыль.
Коммерческая недвижимость — земельные и другие естественные угодья, участки недр, обособленные водные объекты, леса, многолетние насаждения, другое имущество, прикреплённое к земле, прочно связанное с ней (здания, сооружения, объекты). К недвижимости относятся также вещные права на землю. В недвижимость включают подлежащие государственной регистрации воздушные и морские суда, космические объекты. Недвижимость становится коммерческой если предполагается коммерческое использование с получением постоянного дохода.
Жилая недвижимость может так же относиться к коммерческой, в том случае, если её использование предполагает получение прибыли. Например, многоквартирный жилой дом относится к сфере коммерческой недвижимости, но каждая квартира отдельно это частное жилье. Возведение многоквартирного дома это инвестиционный проект в сфере коммерческой недвижимости, где требуется архитектурное планирование, проектирование дома и строительство — инвестиционное вложение финансовых средств с целью получения прибыли. В то же время, квартира является жилой недвижимостью, и после реализации квартир по проекту строительства многоквартирного жилого дома проект перестает быть коммерческим и переходит в сферу частной жилой недвижимости.